# Alessandro Damiani
Alessandro Damiani (Sant'Andrea Apostolo dello Ionio, 26 agosto 1928 – Fiume, 17 ottobre 2015) è stato un giornalista e scrittore italiano della Comunità nazionale italiana (CNI) in Croazia.

## Biografia
Gli esordi giornalistici del Damiani risalgono al 1946 quando, diciottenne, collabora con Umanità Nova, l'organo dell'Anarchia italiana.
Arriva in Jugoslavia nell'estate del 1948 con un gruppo di giovani volontari italiani, coll'intento di unirsi alla guerriglia comunista nella guerra civile greca, appoggiata dalla Jugoslavia di Tito.
A seguito della rottura tra Tito e Stalin, la Jugoslavia chiude però i confini con tutto l'est europeo e toglie il proprio appoggio all'DSE (Esercito Democratico Greco), guidato dal comandante Vafiadis: quest'ultimo venne arrestato a Mosca, e il suo posto venne preso del generale Zachariadis. La maggior parte delle migliaia di giovani volontari confluiti da ogni parte d'Europa ritorna quindi nei rispettivi Paesi, salvo un'aliquota di essi che venne perseguitata dai titoisti jugoslavi. Alcune centinaia divengono invece dei sostenitori del dittatore e rimangono in Jugoslavia. Vi rimane pure il ventenne Damiani, che si stabilisce a Fiume e nel 1948, entra nella compagnia di prosa del Dramma Italiano, dove conosce Piero Rismondo, all'epoca direttore e regista del complesso teatrale e in seguito tornato in Austria, da dove era fuggito durante la guerra.
Nel 1950 Damiani sposa Olga Stancich (nata Stančić, nel 1916, nella Fiume ungherese), già cantante e doppiatrice di Marlene Dietrich. Nel 1957, deluso dall'esperienza jugoslava, fa ritorno in Italia.
Dopo nove anni trascorsi nel mondo del giornalismo, questa volta deluso dall'Italia se ne torna definitivamente in Jugoslavia coll'intento di contribuire alla salvaguardia del patrimonio linguistico-culturale italiano nell'area istro-quarnerina. Abbraccia le posizioni di Eros Sequi, secondo cui - a fronte delle pressioni nazionaliste panslave, sostituitesi ben presto nella Jugoslavia di Tito, agli ideali del socialismo, e in assenza di adeguate attenzioni da parte dell'Italia - "bisogna salvare il salvabile", per evitare che del retaggio italiano nell'area non rimangano che vaghi ricordi.
Redattore del periodico Panorama e del quotidiano La Voce del Popolo, insegnerà giornalismo alla Facoltà di Italianistica di Pola dell'Ateneo fiumano e alla Scuola media superiore italiana di Fiume. Collabora con Tv-Capodistria e col mensile fondato da Pietro Calamandrei, "Il Ponte", di Firenze.
Pubblica saggi e libri sulla cultura italiana dell'Istria e di Fiume, romanzi, commedie, varie antologie di poesie.
Gran parte dei suoi lavori sono tradotti in croato e alcuni anche in sloveno.

### Opere

#### Narrativa
- Alessandro Damiani, Frammenti, Trieste, CDA, 1967.
- Alessandro Damiani, Ed ebbero la luna, collana Biblioteca istriana 8, Trieste, Università popolare di Trieste, 1987.
- Alessandro Damiani, La torre del borgo, collana Zeta narrativa 67, Udine, Campanotto, 1996.

#### Saggistica
- Alessandro Damiani, Scuola e cultura italiana oggi in Istria. Testo della conferenza organizzata dal Circolo Istria, il 19 maggio 1983, nella Sala Baroncini a Trieste, Trieste, 1983.
- Sandro Damiani e Alessandro Damiani, Jugoslavia. Genesi di una mattanza annunciata, presentazione di Franco Cardini, Pistoia, Sette Giorni, 1993.
- Alessandro Damiani, La cultura degli italiani dell'Istria e di Fiume. Saggi e interventi, collana Etnia / Centro di ricerche storiche, Trieste-Rovigno 7, Trieste, Università popolare di Trieste, 1997.